# سکوریتنگا
سکوریتنگا (نام علمی: Securinega) نام یک سرده از راسته مالپیگی‌سانان است.